# Irena Rajh Kunaver
Irena Rajh, slovenska lutkarica in režiserka, * 20. marec 1963, Ljubljana, Slovenija
Je direktorica zavoda Lutkovnega gledališča FRU-FRU, ki je njeno matično gledališče, deluje pa tudi v Centru interesnih dejavnosti Mladih, KUD France Prešeren in lutkovnih skupinah Pionirskega doma ter LUFTA. Poleg tega organizira različne kulturne festivale, kot sta Trnfest (v letih 1996–1998) in Emonska promenada ter druge dogodke.